# کوکالیکو (پنسیلوانیا)
کوکالیکو (به انگلیسی: Cocalico) یک منطقهٔ مسکونی در ایالات متحده آمریکا است که در شهرستان لنکستر، پنسیلوانیا واقع شده‌است. کوکالیکو ۱۷۰٫۰۸ متر بالاتر از سطح دریا واقع شده‌است.